# 文学社
文学社，清末武汉新军中的革命团体，民国成立后并入同盟会。

## 沿革
清光緒己酉年正月初九玉皇誕（1909年1月30日，星期六），张廷辅、刘复基、蒋翊武、李擎甫、沈廷桢、张筱溪、唐子洪、商旭旦、谢鸣岐、萧良才、曹珩和黄季修等12人于武昌奧略樓（黄鹤楼被焚毀的替代建築）發起革命組織“羣治学社”，又稱“羣志學社”，宗旨是“兴汉排满，推翻专制，驱逐满奴，夺回汉室江山” 。
1910年4月，湖南长沙发生抢米风潮，清廷调湖北军队赴湘弹压，湖北革命党欲借机大举，计划被清政府密探侦知。:137-138群治学社机关泄露，《商务报》被迫停刊，但基层组织未受大损。:1381910年8月中秋节，旧有群治学社人员成立振武学社。:138成员刘复基利用自己当兵的有利条件，吸收士兵加入学社，但不久为黎元洪知悉。:139黎元洪撤销军中革命党人的职务。:139
1911年1月30日，蒋翊武等为掩蔽革命组织，借春节团拜名义，邀集各标、营革命士兵代表在武昌黄鹤楼开会，议决将振武学社改组为文学社。文学社宗旨自稱「以聯契約志研究文學」；蒋翊武、刘复基为正副社长；社址设在武昌小朝街85号。文学社成立时，以“同盟会的党纲为党纲”，“举孙中山的三民主义相号召。”1911年8月8日，《大江报》因抨击清政府丧权辱国，詹大悲、何海鸣遭捕，报馆被封，“湖北革命日露头角，谭人凤衔孙中山命来鄂视察，藉策其成。”文学社和同盟会事实上发生了联系。
文学社为发动武昌起義的两个核心团体之一，另一个是共进会。文学社有严密的组织，入社会员需经严格考察，以防不测；到武昌起义前，文学社已在新军镇（师）、协（旅）、标（团）、营、队（连）、哨（排）、棚（班）各层单位发展，共有400多人。文学社的成员多为士兵，社费在每月饷银中捐输；共进会的會費並不在士兵中月捐。
1912年6月，袁世凯为扶持黎元洪清除湖北的革命派，电邀蒋翊武去北京当临时大总统府高等军事顾问。临行前，在蒋翊武的倡导下，文学社社员一致同意加入同盟会。